# Dolar guyanez
Dolarul guyanez (GYD) este moneda oficială a Guyanei din 1839. Este reprezentată îndeosebi prin semnul $, sau prin G$, atunci când se dorește să se facă distincția față de alte monede denumite „Dolar”.  Din 1955, este divizat în 100 de cents, însă piesele monetare exprimate în cents nu mai sunt utilizate din cauza inflației. 

## Piese metalice
1, 5, 10, 25 și 50 cents + 1, 5 și 10 dolari

## Bancnote
1, 5, 10 și 20 dolari, 100 de dolari, 500 de dolari, 1000 de dolari, 5.000 $, 10.000 $